# Usugumo (tàu khu trục Nhật) (1927)
Usugumo (tiếng Nhật: 薄雲) là một tàu khu trục hạng nhất của Hải quân Đế quốc Nhật Bản, thuộc lớp Fubuki bao gồm hai mươi bốn chiếc, được chế tạo sau khi Chiến tranh Thế giới thứ nhất kết thúc. Khi được đưa vào hoạt động, những con tàu này là những tàu khu trục mạnh mẽ nhất thế giới. Chúng phục vụ như những tàu khu trục hàng đầu trong những năm 1930, và tiếp tục là những vũ khí lợi hại trong cuộc Chiến tranh Thái Bình Dương. Usugumo là một cựu binh tham gia nhiều hoạt động trong những năm đầu tiên của chiến tranh, và đã bị tàu ngầm USS Skate đánh chìm ngày 5 tháng 7 năm 1944 tại biển Okhotsk trong Chiến tranh Thế giới thứ hai.

## Thiết kế và chế tạo
Việc chế tạo lớp tàu khu trục Fubuki tiên tiến được chấp thuận vào năm tài chính 1923 như một phần của chương trình có tham vọng cung cấp cho Hải quân Đế quốc Nhật Bản một ưu thế về chất lượng so với những tàu chiến hiện đại nhất của thế giới. Khả năng thể hiện của lớp Fubuki là một bước nhảy vọt so với các thiết kế tàu khu trục trước đó, nên chúng được gọi là các "tàu khu trục đặc biệt" (tiếng Nhật: 特型 - Tokugata). Kích thước lớn, động cơ mạnh mẽ, tốc độ cao, bán kính hoạt động lớn và vũ khí trang bị mạnh chưa từng có khiến cho các tàu khu trục này có được hỏa lực tương đương nhiều tàu tuần dương hạng nhẹ của hải quân các nước khác. Usugumo được chế tạo tại xưởng đóng tàu Ishikawajima ở Tokyo, được đặt lườn vào ngày 21 tháng 10 năm 1926. Nó được hạ thủy vào ngày 26 tháng 12 năm 1927 và đưa ra hoạt động vào ngày 26 tháng 7 năm 1928. Nguyên được dự định mang số hiệu đơn giản là "Tàu khu trục số 41", nó được hoàn tất dưới tên gọi Usugumo.

## Lịch sử hoạt động
Khi hoàn tất, Usugumo được phân về Hải đội Khu trục 12 thuộc Hạm đội 2 Hải quân Đế quốc Nhật Bản. Trong cuộc Chiến tranh Trung-Nhật, Usugumo được phân công tuần tra dọc theo bờ biển miền Nam Trung Quốc. Vào ngày 15 tháng 8 năm 1940, nó bị hư hại nặng bởi một quả thủy lôi, và được cho kéo về xưởng hải quân Maizuru để sửa chữa.
Vào lúc xảy ra cuộc tấn công Trân Châu Cảng, Usugumo vẫn còn đang được sửa chữa, nên đã không sẵn sàng chiến đấu cho đến cuối tháng 7 năm 1942, khi nó được điều về Hạm đội 5 Hải quân Đế quốc Nhật Bản, và được gửi đến Quân khu Bảo vệ Ōminato. Từ tháng 8 đến giữa tháng 10, Usugumo được phân công tuần tra dọc theo bờ biển Hokkaidō và quần đảo Kurile và hộ tống các đoàn tàu vận tải đi lại giữa Paramushiro và Attu cùng Kiska thuộc quần đảo Aleut cho đến cuối tháng 1 năm 1943. Vào tháng 2 năm 1943, nó quay trở về xưởng hải quân Kure để sửa chữa.
Trong trận chiến quần đảo Komandorski ngày 26 tháng 3 năm 1943, Usugumo làm nhiệm vụ hộ tống chiếc tàu vận tải Sanko Maru, và do đó đã không trực tiếp tham gia chiến sự. Usugumo tiếp nối các chuyến đi vận chuyển giữa Paramushiro và Attu trong tháng 4, và từ tháng 7 đến tháng 8 đã trợ giúp vào việc triệt thoái lực lượng Nhật Bản còn sống sót khỏi Kiska. Đến cuối tháng 11, Usugumo quay trở về Kure để tái trang bị.
Sau khi trải qua tháng 1 năm 1944 tiến hành huấn luyện trong vùng biển Nội địa Nhật Bản, Usugumo quay trở lại Ōminato vào đầu tháng 2 tiếp tục các nhiệm vụ tuần tra và hộ tống ở vùng biển Bắc. Vào cuối tháng 3, nó hộ tống một đoàn tàu vận tải đi đến đảo Uruppu
Vào ngày 5 tháng 7 năm 1944, sau khi rời Otaru, Hokkaidō cùng một đoàn tàu vận tải khác hướng đến Uruppu, Usugumo trúng phải ngư lôi phóng từ tàu ngầm Mỹ USS Skate trong biển Okhotsk, ở cách 610 km (330 hải lý) về phía Tây Nam Paramushiro, ở tọa độ 47°43′B 147°55′Đ / 47,717°B 147,917°Đ. Hai quả ngư lôi đã đánh trúng giữa tàu; khiến nó chìm trong vòng sáu phút, và không có thành viên thủy thủ đoàn nào sống sót.
Vào ngày 10 tháng 9 năm 1944, Usugumo được rút khỏi danh sách Đăng bạ Hải quân.

## Danh sách thuyền trưởng
- Trung tá Eiji Goto (sĩ quan trang bị trưởng): 15 tháng 2 năm 1928 - 26 tháng 7 năm 1928
- Trung tá Eiji Goto: 26 tháng 7 năm 1928 - 10 tháng 12 năm 1928
- Trung tá Tsuyoshi Kobata: 10 tháng 12 năm 1928 - 15 tháng 11 năm 1929
- Trung tá Nagashi Ito: 15 tháng 11 năm 1929 - 15 tháng 11 năm 1930
- Trung tá Hisao Ikeda: 15 tháng 11 năm 1930 - 1 tháng 12 năm 1932
- Trung tá Heitaro Edo: 1 tháng 12 năm 1932 - 4 tháng 4 năm 1933
- Thiếu tá Ryukichi Tamura: 4 tháng 4 năm 1933 - 1 tháng 11 năm 1934; thăng Trung tá 15 tháng 11 năm 1933
- Trung tá Teruo Akiyama: 1 tháng 11 năm 1934 - 15 tháng 11 năm 1934
- Thiếu tá Masuhide Setoyama: 15 tháng 11 năm 1934 - 1 tháng 12 năm 1936
- Trung tá Masayuki Kitamura: 1 tháng 12 năm 1936 - 20 tháng 10 năm 1937
- Thiếu tá Iwata Yamamoto: 20 tháng 10 năm 1937 - 1 tháng 12 năm 1937
- Thiếu tá Takemi Torii: 1 tháng 12 năm 1937 - 15 tháng 12 năm 1938
- Thiếu tá Toshio Miyazaki: 15 tháng 12 năm 1938 - 10 tháng 10 năm 1939
- Thiếu tá Kiichi Shintani: 10 tháng 10 năm 1939 - 10 tháng 12 năm 1940; thăng Trung tá 15 tháng 11 năm 1940
- Thiếu tá Youji Tanegashima: 10 tháng 12 năm 1940 - 10 tháng 2 năm 1941
- Thiếu tá Takeshi Koyama: 10 tháng 2 năm 1941 - 20 tháng 9 năm 1941
- Trung tá Hinoe Tomoshige: 20 tháng 9 năm 1941 - 20 tháng 6 năm 1942
- Thiếu tá Shunsaku Ikeda: 20 tháng 6 năm 1942 - 8 tháng 11 năm 1943
- Thiếu tá Tomokazu Wakasugi: 8 tháng 11 năm 1943 - 5 tháng 7 năm 1944; tử trận, được truy thăng Trung tá